# Soul Summit
Soul Summit è un album di Gene Ammons, Sonny Stitt e Jack McDuff, pubblicato dalla Prestige Records nel 1962. I brani furono registrati il 19 febbraio 1962 al Van Gelder Studio di Englewood Cliffs, New Jersey (Stati Uniti).

## Tracce
Lato A
1. Tubby – 9:10 (Gene Ammons)
2. Dumplin' – 5:00 (Sonny Stitt)
3. When You Wish Upon a Star – 4:30 (Leigh Harline, Ned Washington)

Lato B
1. Shuffle Twist – 6:00 (Gene Ammons)
2. Sleeping Susan – 5:35 (Jimmy Mundy)
3. Out in the Cold Again – 6:40 (Rube Bloom, Ted Koehler)

Edizione CD del 1989, pubblicato dalla Prestige Records PRCD24118-2
1. Tubby – 9:10 (Gene Ammons)
2. Dumplin' – 5:00 (Sonny Stitt)
3. When You Wish Upon a Star – 4:30 (Leigh Harline, Ned Washington)
4. Shuffle Twist – 6:00 (Gene Ammons)
5. Sleeping Susan – 5:35 (Jimmy Mundy)
6. Out in the Cold Again – 6:40 (Rube Bloom, Ted Koehler)
7. Love, I've Found You – 5:05 (Gwen Fuqua, Harvey Fuqua)
8. But Not for Me – 4:24 (George Gershwin, Ira Gershwin)
9. Too Marvelous for Words – 3:50 (Johnny Mercer, Richard A. Whiting)
10. If You Are But a Dream – 4:25 (Nat Bonx, Jack Fulton, Moe Jaffe)
11. Scram – 7:35 (Leonard Feather)
12. Ballad for Baby – 6:10 (Jack McDuff)
13. Cool, Cool Daddy – 4:50 (Brano tradizionale)

- Brani 7 e 9, registrati il 13 giugno 1961
- Brani 8, 10, 11 e 13, registrati il 13 aprile 1962
- Brano 12 registrato il 23 gennaio 1962

## Musicisti
Brani A1, A2, A3, B1, B2 e B3 / CD - brani - 1, 2, 3, 4, 5 e 6
- Gene Ammons - sassofono tenore
- Sonny Stitt - sassofono tenore
- Jack McDuff - organo
- Charlie Persip - batteria

Brani CD - 7 e 9
- Gene Ammons - sassofono tenore
- Oliver Nelson - sassofono alto, arrangiamenti
- George Barrow - sassofono tenore
- Red Holloway - sassofono tenore
- Bob Ashton - sassofono baritono
- Hobart Dotson - tromba
- Clark Terry - tromba
- Richard Wyands - pianoforte
- Wendell Marshall - contrabbasso
- Bill English - batteria
- Ray Barretto - congas[3]

Brani CD - 8, 10, 11 e 13
- Gene Ammons - sassofono tenore
- Etta Jones - voce
- Patti Bown - pianoforte
- George Duvivier - contrabbasso
- Walter Perkins - batteria[4]

Brano 12
- Gene Ammons - sassofono tenore
- Jack McDuff - organo
- Harold Vick - sassofono tenore
- Eddie Diehl - chitarra
- Joe Dukes - batteria[5]